# 武豊町地域交流施設
武豊町地域交流施設（たけとよちょうちいきこうりゅうしせつ）は、愛知県知多郡武豊町字忠白田11番地1にある施設。武豊町地域交流センター、まちの駅 味の蔵たけとよ、多目的広場、転車台ポケットパークからなる。津波避難ビルに指定されている。

## 武豊における醸造業
武豊では江戸時代中期から味噌や醤油（特にたまり）の醸造が行われ、近代には銚子（千葉県）や龍野（兵庫県）と並ぶ「日本三大醸郷」として知られた。現在では泉万醸造（1921年創業）、伊藤商店（文政年間創業）、丸又商店（1829年創業）、中定商店（1879年創業）、カクトウ醸造（1919年創業）、南蔵商店（1872年創業）の6の蔵元が伝統的製法で醸造を行っている。武豊町地域交流センターの建物の外観は味噌蔵をモチーフとしている。

## 歴史
- 2016年（平成28年）4月1日 - 開館[3][1]。

## 施設

### 武豊町地域交流センター
- 歴史産業展示コーナー「武豊ゆめ回廊」 - 昭和初期の武豊港駅・転車台・武豊港を再現したジオラマや、原寸大の味噌桶をイメージした小部屋がある。
- 武豊町商工会
- 体験工房
- 会議室 - 定員32人[4]。
- 多目的ホールA - 定員72人[4]。
- 多目的ホールB - 定員18人[4]。
- 多目的ホールC - 定員18人[4]。

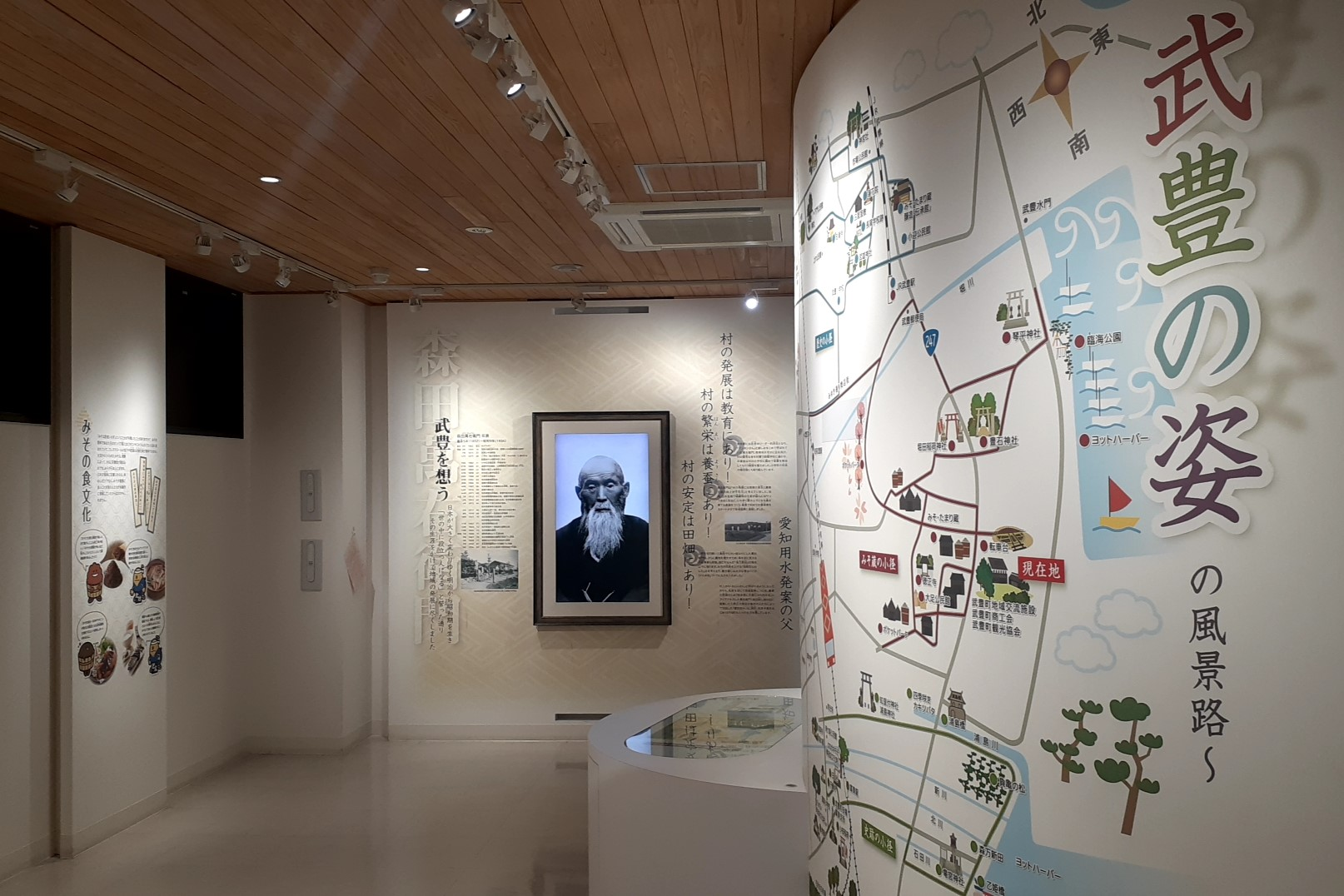
歴史産業展示コーナー「武豊ゆめ回廊」の展示
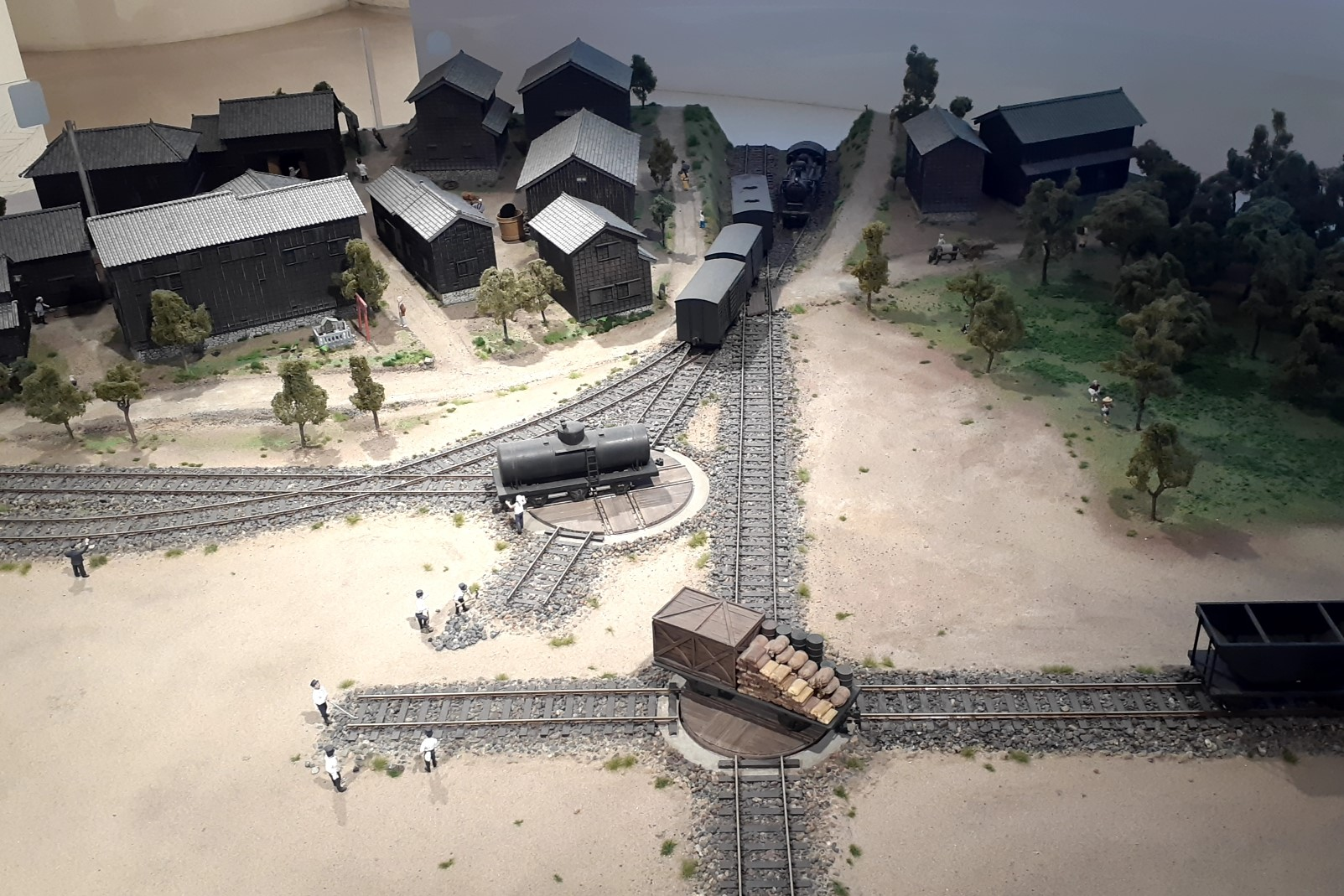
武豊港駅・転車台・武豊港を再現したジオラマ

### まちの駅 味の蔵たけとよ
- 味噌・たまり販売コーナー - 泉万醸造、伊藤商店、丸又商店、中定商店、カクトウ醸造、南蔵商店の6の蔵元を中心とした商品を販売している[2]。
- 特産品販売コーナー
- フードコート - 武豊町産の味噌やたまりを用いたみたらし団子や焼きそば、知多半島で水揚げされた魚介類を用いた海鮮丼などが食べられる[2]。

### 多目的広場
約2000m2の芝生広場があり、遊具・ベンチ・東屋などが置かれている。

### 転車台ポケットパーク
国鉄武豊線貨物支線武豊港駅で用いられていた直径7メートルの転車台の周囲が小広場として整備されている。かつて武豊港から石油が輸入され、タンク車に積み替えられて武豊線で中部地方各地に運ばれた。全国で唯一現存する直角二線式転車台とされ、「旧武豊港駅転車台」として国の登録有形文化財に登録されている。

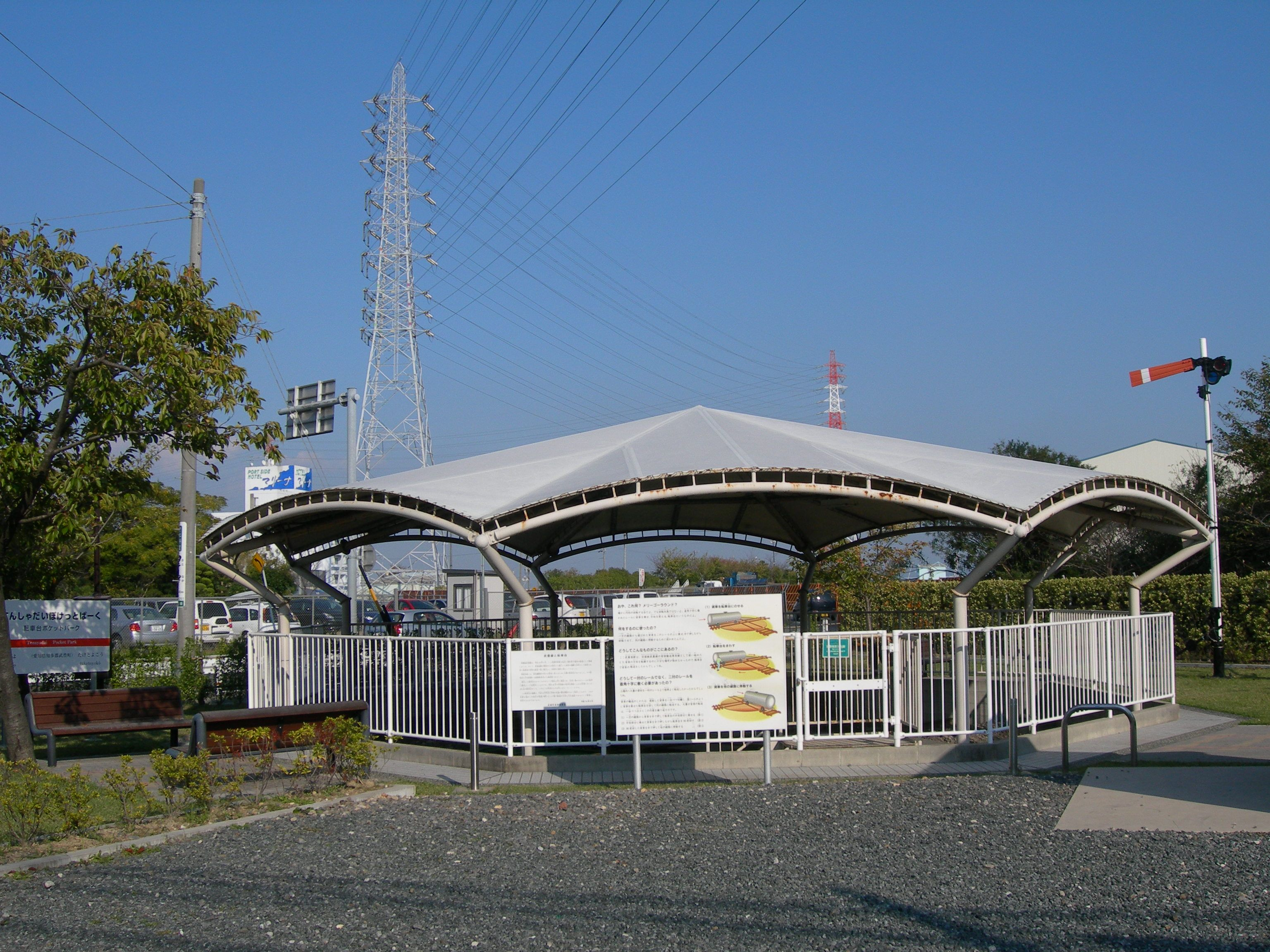
転車台ポケットパーク
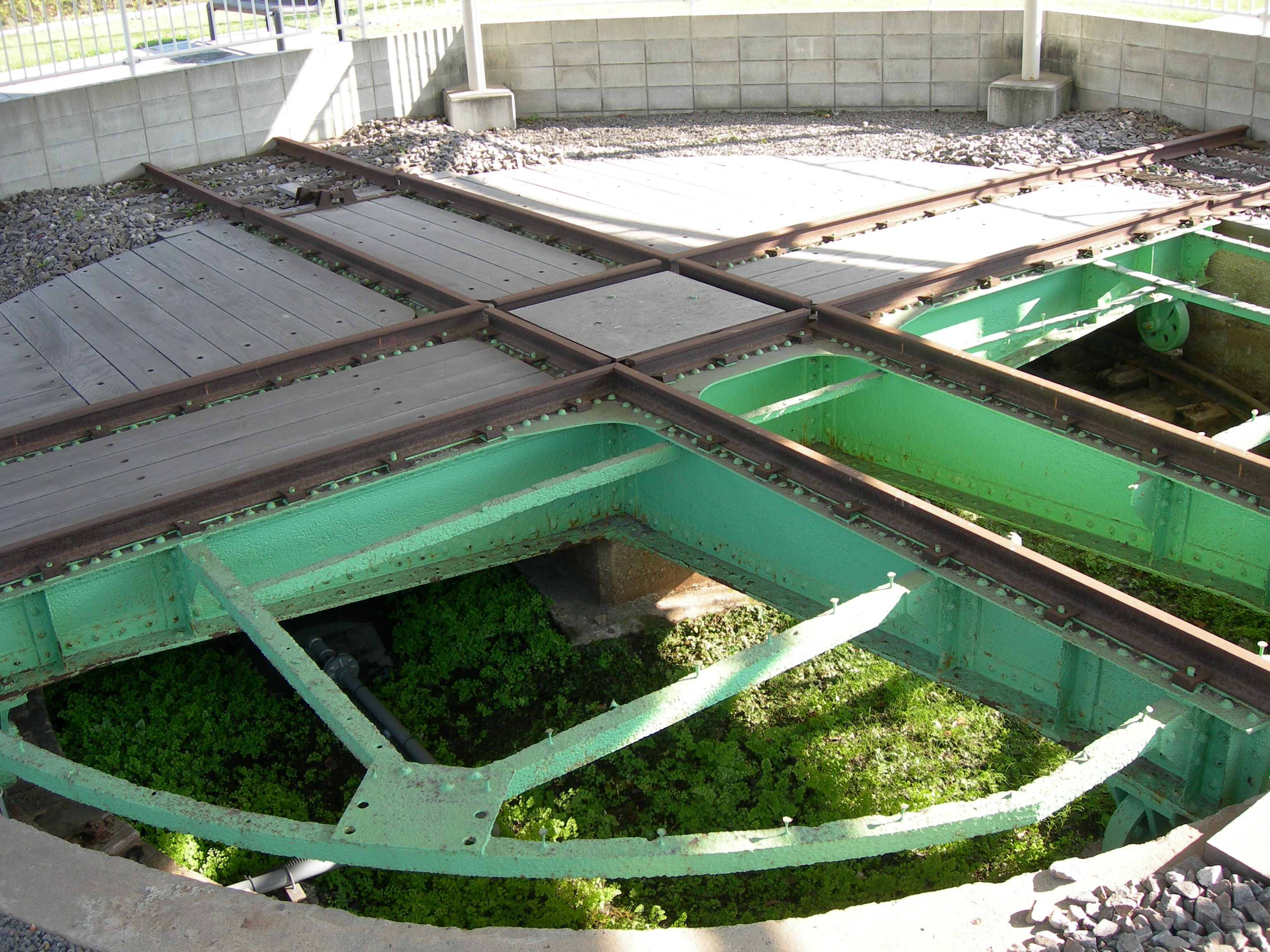
旧武豊港駅転車台

## 交通アクセス
- JR武豊線武豊駅から徒歩約13分[6]
- 名鉄河和線知多武豊駅から徒歩約14分[6]